# 骡马市大街
39°53′17″N 116°22′28″E / 39.88793°N 116.37432°E
骡马市大街是位于北京市西城区东南部（原属宣武区）的一条道路。

## 简介

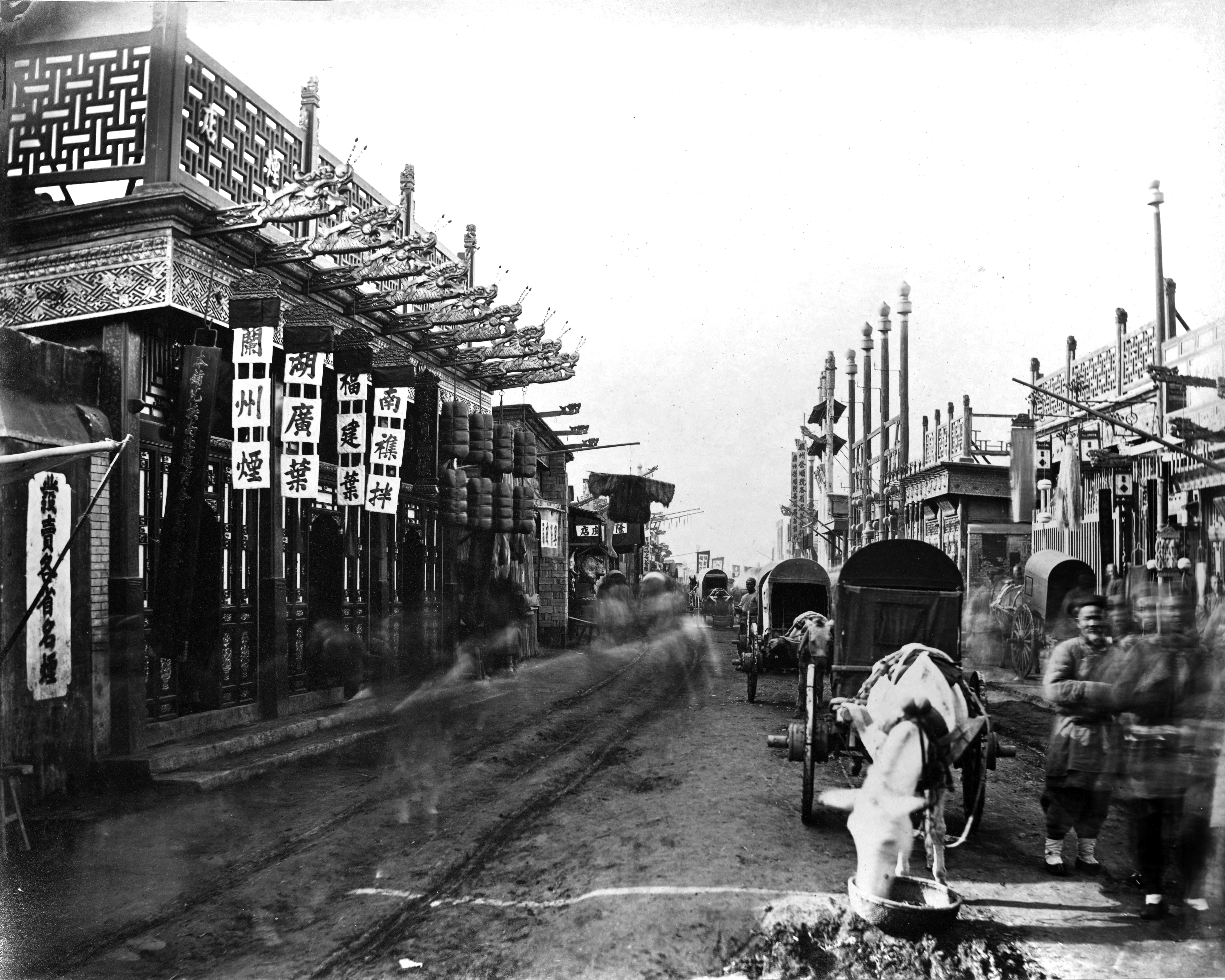
骡马市大街，1879年左右。与上图都可见“徽州荣顺号”。

骡马市大街的历史可追溯到金朝。明朝嘉靖年间，这里成为北京外城骡马交易市场，并延续至清朝，称为“骡马市”。清朝还在此设有骡马税局。1965年改称“骡马市大街”。骡马市大街的骡马市场约在1944年由政府下令迁走。文化大革命中一度改称“红卫路”，后来复名“骡马市大街”。
骡马市大街是过去北京南城知名的繁华商业街。1994年中国地图出版社出版的《北京生活地图册》中，收录了11条“特色繁华街道”，其中包括骡马市大街，图中标出骡马市大街南北共有45家商业单位，包括“菜市口百货商场”、“鹤年堂药店”、“正兴德茶庄”等老字号，以及骡马市储蓄所、骡马市眼镜店等等。
改革开放后，骡马市大街曾因缝纫机而闻名北京。当时骡马市大街南北两侧有许多缝纫机销售部、修理部，骡马市大街也被称作“缝纫机一条街”。1990年代，家用缝纫机逐渐遇冷，骡马市大街进一步拓宽，所有缝纫机门脸全部消失。原在骡马市大街的“骡马市缝纫机经销部”搬迁到了菜市口大街上。骡马市大街西段路北，逐渐开起了不少自行车商店。
2000年代至2010年代，骡马市大街接受了规模巨大的改造，所有老商业单位被全部清除，骡马市大街拓宽。骡马市大街北侧最西端是原菜市口百货商场的所在地，至2000年代已被拆平待建。骡马市大街北侧的棉花各条和梁家园胡同一带的平房也纷纷被拆迁。骡马市大街南侧最西端曾有菜市口文化用品商店，早已被拆除。骡马市大街南侧米市胡同、果子巷等宣南大吉片的胡同区被全部拆除。带有“骡马市大街”门牌号的楼房，只剩下中国联通北京分公司总部大楼（内有北京通信电信博物馆）以及粉房琉璃街北口的两栋居民楼，门牌号分别为骡马市大街9号、10号、12号。
据《北京志·邮政志》记载，光绪二十三年（1897年）初，北京海关邮局更名为北京邮政总局，此后陆续下设四个支局，员工13人，分别设在西四牌楼（广济寺）、隆福寺、骡马市、蒜市口（位于广渠门内）。其中，光绪二十七年（1901年），北京邮政总局分别在内城和外城设立西四牌楼支局、骡马市支局，这是北京近代邮政史最早的两个邮政支局。骡马市支局设在一座庙宇内，经办业务有新闻纸、信函、刊物等。宣统三年（1911年）记载骡马市支局在“骡马市大街路南大方栈内”。1949年2月，北平市军事管制委员会邮政接管处接管邮政支局时，骡马市支局的编号是15支局，该局号沿用至1980年。1981年重新编号，骡马市支局的编号改为52支局。骡马市支局旧址在骡马市大街南侧的高台阶上，粉房琉璃街路口西侧，是座青砖两层小楼。1979年，为了拓宽骡马市大街，骡马市支局大部分房屋被拆除。1988年6月27日，为了拓宽骡马市大街，将原局房全部拆除，向后推移兴建临时局房，门牌为骡马市大街104号。2013年11月18日，骡马市支局从骡马市大街迁到菜市口大街6号院底商，并更名为菜市口大街邮政所。
骡马市大街东口的地名是虎坊桥，设有北京地铁7号线虎坊桥站。